# ВЛ86ф
ВЛ86Ф (індекс Ф означає фазове регулювання) — потужний радянський магістральний електровоз змінного струму. Конструктивно схожий з іншим потужним електровозом — ВЛ85, але мав асинхронні тягові двигуни, а основу системи регулювання складали чотирьохквадрантні преретворювачі. Найпотужніший радянський електровоз. Найпотужніший електровоз в СРСР (на момент створення найпотужніший електровоз у світі). Через скрутне матеріальне становище в СРСР, а також через ряд інших причин даний електровоз серійно не випускався, так і залишившись дослідним. На даний момент обидві секції електровоз порізані на металобрухт. Секція А — 2013, секція Б — квітень 2019.

## Передісторія
Перші спроби застосувати на радянських залізницях електрорухомий склад з асинхронними тяговими двигунами були датувалися 1960-ми роками. Так в 1967 році завод НЕВЗ виготовив дослідний електровоз ВЛ80-238, в якого на одній з секцій (макетній) були встановлені восьмиполюсні асинхронні тягові електродвигуни ЕТА-1200 потужністю по 1200 кВт. Секція мала ступеневе (32 позиції) високовольтне регулювання напруги, змінний однофазний струм перетворювався в постійний в випрямних установках, а далі в змінний трьохфазний. Провівши різноманітні випробування і виявивши недоліки, в 1971 році завод виготовив електровоз ВЛ80А-751 (з асинхронними ТЕД). Цей електровоз отримав механічне обладнання від електровоза ВЛ80, але тяговими двигунами на ньому були асинхронні НБ-605 потужністю 1200 кВт. В порівнянні з макетною секцією, на даному електровозі регулювання вихідної напруги було не ступеневе, а плавно зонно-фазове (по 7 зонах). Як і на секції, перетворення струму в постійний здійснювалося в автономних інверторах напруги — по одному на кожний тяговий двигун. Однак не досконала на той час електронна, науково-технічна база, не дала можливості радянським інженерам досліджувати безколекторний тяговий привід. Це призвело до згортання, заводом наукових розробок, в цій галузі.

## Створення нового електровоза

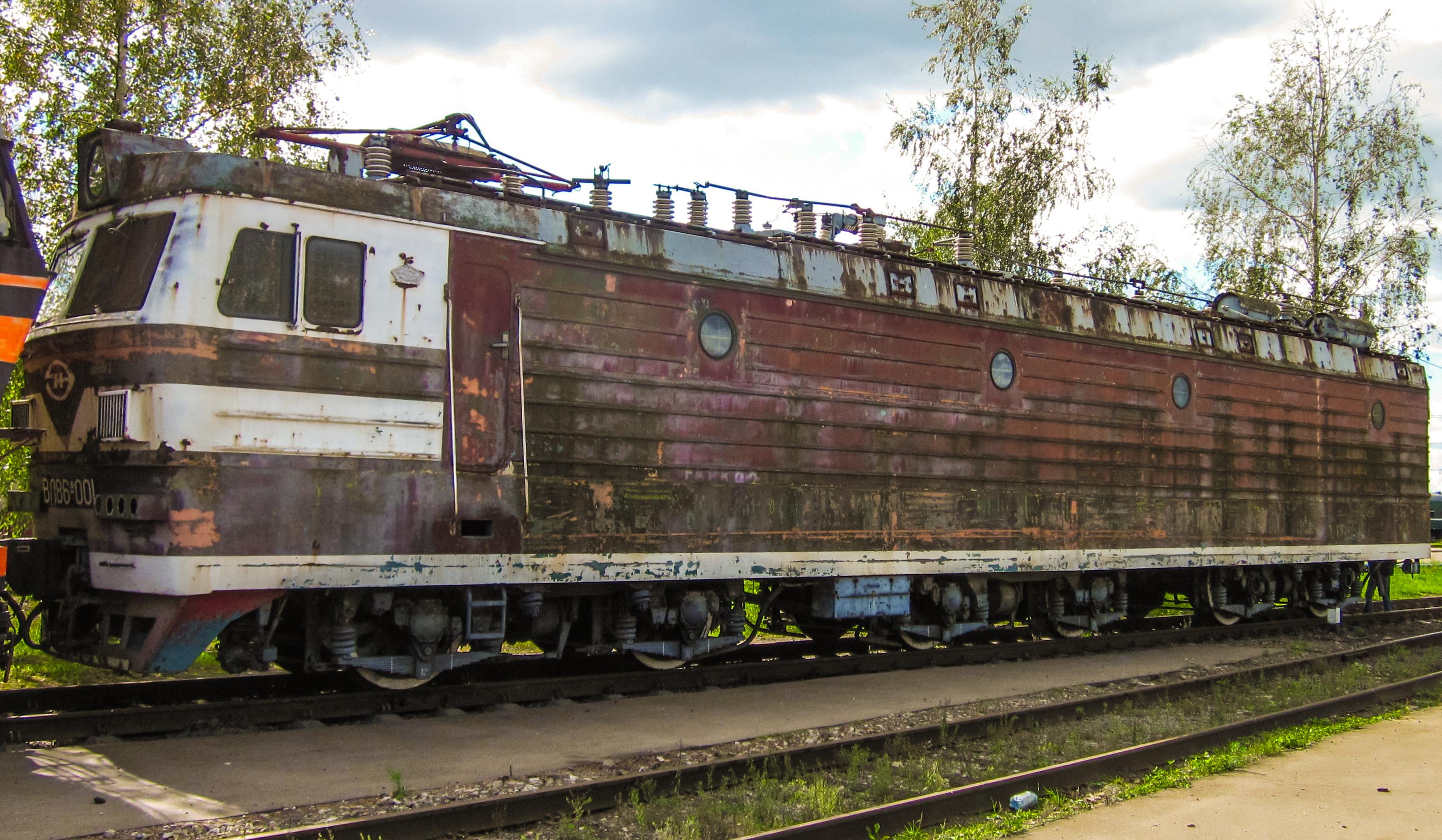
Електровоз ВЛ86Ф, секція Б (стан на 2012 рік)

На початку 1980-х років з'явилися напівпровідникові прилади, до того часу вже накопичився досвід експлуатації електровозів ВЛ80Р з електронними перетворювачами. В результаті на  НЕВЗі відновилися роботи з створення нового рухомого складу з асинхронними ТЕД. Інженери розпочали проектування двох варіантів 12‑вісних електровозів. Перший з запропонованих варіантів проектування відхилили, тому робітники галузі взялися за проектування другого варіанту. В іншому варіанті електровоза в силовій схемі керований випрямляч і автономний інвентор напруги, замінили чотирьохквадратним перетворювачем. Тоді даний тип перетворювача тільки з'явився на німецьких залізницях. Він поєднував в собі випрямляч і трьохфазний інвентор, а також дозволяв здійснювати регулювання у всіх чотирьох квадрантах (звідси і назва). Заготовки виготовляла фінська фірма «Стрьомберг», з якою НЕВЗ раніше співпрацював (вона поставляла вирямні установки для електровозів Sr1). В кінці 1985 року завершилося будівництво нового електровоза, який отримав позначення ВЛ86Ф-001.

## Дивись також
- IORE —  норвезько-шведський 12-вісний двосекційний вантажний електровоз потужністю 10 800 кВт